# Avsked till Hamlet
Avsked till Hamlet är en roman av Eyvind Johnson utgiven 1930.
Den är den första i en serie romaner där författarens alter ego  Mårten Torpare förekommer och den enda där denne är huvudperson. Avsked till Hamlet skildrar Mårtens ungdomstid. Han finner sitt förflutna vara en börda och vill starta ett nytt liv och identifierar sig med Hamlet-gestalten. Gavin Orton har sammanfattat boken som att den "är i grunden berättelsen om en pojke som flyttas ur sin naturliga omgivning, som är förvirrad av omplanteringen och i sin förvirring söker en tro att grunda sitt liv på. Han finner till slut denna tro när han återvänder till sin naturliga miljö."

## Källa
Gavin Orton Eyvind Johnson. En monografi, Aldus 1974, sid. 39-40